# Harpia petita
L'harpia petita (Morphnus guianensis) és un ocell de la família dels accipítrids (Accipitridae) i única espècie del gènere Morphnus Dumont, 1816. Habita àrees boscoses de la zona Neotropical, des de Guatemala cap al sud, a través d'Amèrica Central i del Sud fins al sud del Brasil, el Paraguai i el nord-est de l'Argentina. El seu estat de conservació es considera gairebé amenaçat.